# IEEE 802.1X

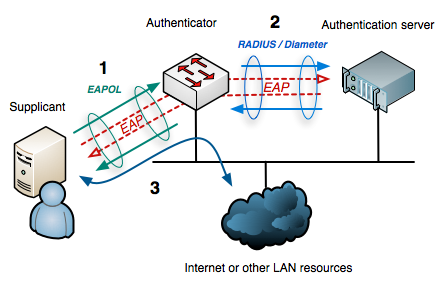
Fig.1 Esquema del protocol IEEE 802.1X

IEEE 802.1X és una norma de l'Associació d'estàndards IEEE adreçada a la seguretat de les xarxes informàtiques i establerta com a família de normes IEEE el 2001. Permet de controlar l'accés o autenticació als equips d'infraestructura de xarxa LAN o WLAN.

## Propietats
- IEEE 802.1X defineix l'encapsulació del protocol EAP sobre IEEE 802, que és conegut com a "EAP sobre LAN" o EAPoL.
- L'autenticació 802.1X implica 3 parts : un suplicant, un autenticador i un servidor d'autenticacions.
- El suplicant és el dispositiu client com per exemple un ordinador que desitja accedir a una xarxa LAN/WLAN.
- L'autenticador és un dispositiu de xarxa com per exemple un commutador de xarxa o un punt d'accés.
- El servidor d'autenticacions és un ordinador central executant els protocols RADIUS i EAP.
- EAPoL opera sobre la capa de xarxa al damunt de la capa d'enllaç de dades MAC.

## Procés d'autenticació
1. Inicialització.
2. Iniciació.
3. Negociació.
4. Autenticació.